# Premio Kurd Lasswitz
El Premio Kurd Lasswitz, en honor del galardonado escritor alemán Kurd Lasswitz, tiene por objetivo premiar las mejores obras literarias en el género de la ciencia ficción en lengua alemana.
Fue creado en 1980. A semejanza del premio Nébula, el jurado que elige las obras está formado por autores, editores y traductores profesionales. Consta de seis categorías: mejor novela, mejor novela corta, mejor traductor, mejor ilustrador y "premio especial" de entre las mejores obras y autores del año anterior.
Desde 1983 se concede también una distinción a la mejor novela extranjera y desde 1987 se premia la categoría de mejor película y mejor pieza de radio.

## Mejor novela extranjera
| Año  | Título                                  | Autor                 |
| ---- | --------------------------------------- | --------------------- |
| 1984 | Heliconia: Primavera                    | Brian W. Aldiss       |
| 1985 | Sivainvi                                | Philip K. Dick        |
| 1986 | The Minds of Billy Milligan             | Daniel Keyes          |
| 1987 | Elleander Morning                       | Jerry Yulsman         |
| 1988 | El glamour                              | Christopher Priest    |
| 1989 | La voz de los muertos                   | Orson Scott Card      |
| 1990 | Vida durante la guerra                  | Lucius Shepard        |
| 1991 | El puente                               | Iain Banks            |
| 1992 | La fábrica de avispas                   | Iain Banks            |
| 1993 | El uso de las armas                     | Iain Banks            |
| 1994 | El libro del día del Juicio Final       | Connie Willis         |
| 1995 | Scissors Cut Paper Wrap Stone           | Ian McDonald          |
| 1996 | Las naves del tiempo                    | Stephen Baxter        |
| 1997 | Death Qualified: A Mystery of Chaos     | Kate Wilhelm          |
| 1998 | Excesión                                | Iain Banks            |
| 1999 | Sacrifice of Fools                      | Ian McDonald          |
| 2000 | El instante Aleph                       | Greg Egan             |
| 2001 | Rakhat: La última misión de la Compañía | Mary Doria Russell    |
| 2002 | Por no mencionar al perro               | Connie Willis         |
| 2003 | La estación de la calle Perdido         | China Miéville        |
| 2004 | Un abismo en el cielo                   | Vernor Vinge          |
| 2005 | La cicatriz                             | China Miéville        |
| 2006 | El consejo de hierro                    | China Miéville        |
| 2007 | Spin                                    | Robert Charles Wilson |
| 2008 | Spectrum                                | Serguéi Lukiánenko    |
| 2009 | La casa de cristal                      | Charles Stross        |
| 2010 | El sueño del androide                   | John Scalzi           |
| 2011 | La ciudad y la ciudad                   | China Miéville        |
| 2012 | La chica mecánica                       | Paolo Bacigalupi      |
| 2013 | El infierno es la ausencia de Dios      | Ted Chiang            |
| 2014 | Entre extraños                          | Jo Walton             |
| 2015 | Paraísos perdidos                       | Ursula K. Le Guin     |
| 2016 | Seveneves                               | Neal Stephenson       |
| 2017 | El problema de los tres cuerpos         | Liu Cixin             |
| 2018 | The Book of Phoenix                     | Nnedi Okorafor        |
| 2019 | Early Riser                             | Jasper Fforde         |
| 2020 | Los Testamentos                         | Margaret Atwood       |

## Mejor película
- 1987 Conspiración nuclear (Bericht über die Reise in eine strahlende Zukunft) de Rainer Erler
- 1988 El cielo sobre Berlín de Wim Wenders
- 1989 El barón de Münchhausen de Terry Gilliam
- 1990 desierto
- 1991 El poder de un dios de Peter Fleischmann
- 1992 desierto
- 1993 Alien 3 de David Fincher
- 1994 desierto
- 1995 desierto
- 1996 desierto

## Mejor traductor
- 1981: Horst Pukallus
- 1982: Horst Pukallus
- 1983: Michael Kubiak
- 1984: Horst Pukallus
- 1985: Horst Pukallus
- 1986: Lore Straßl
- 1987: Lore Straßl
- 1988: Lore Straßl
- 1989: Walter Brumm
- 1990: Irene Holicki
- 1991: desierto
- 1992: Irene Bonhorst
- 1993: Irene Bonhorst - Iain M. Banks, Einsatz der Waffen
- 1994: Walter Brumm - Connie Willis, Die Jahre des Schwarzen Todes
- 1995: Ralph Tegtmeier - Ian McDonald, Schere schneidet Papier wickelt Stein
- 1996: Erik Simon - Vernor Vinge, Ein Feuer auf der Tiefe
- 1997: Ronald M. Hahn - John Clute, Science Fiction - Eine illustrierte Enzyklopädie
- 1998: Irene Bonhorst - Iain M. Banks, Die Spur der toten Sonne
- 1999: Harry Rowohlt - Kurt Vonnegut, Zeitbeben
- 2000: Bernhard Kempen - Greg Egan, Qual
- 2001: Horst Pukallus y Michael K. Iwoleit - Iain M. Banks, Förchtbar Maschien
- 2002: Christian Lautenschlag - Connie Willis, Die Farben der Zeit
- 2003: Eva Bauche-Eppers - China Miéville, Die Falter und Der Weber
- 2004: Hannes Riffel - John Clute, Sternentanz
- 2005: Peter Robert - Dan Simmons, Ilium
- 2006: Gerald Jung - John Barnes, Der Himmel so weit und schwarz
- 2007: Volker Oldenburg - David Mitchell, Der Wolkenatlas
- 2008: Hannes Riffel - Hal Duncan, Vellum
- 2009: Sara Riffel - Peter Watts, Blindflug